# Walddorfhäslach
Walddorfhäslach est une commune de Bade-Wurtemberg (Allemagne), située dans l'arrondissement de Reutlingen, dans la région Neckar-Alb, dans le district de Tübingen. Elle s'étale sur une superficie de 335,8 km2 .

## Personnalités liées à la ville
- Karl von Heim (1820-1895), homme politique né à Walddorf.